# Seznam nizozemskih astronomov
Seznam nizozemskih astronomov.

## B
- Sidney van den Bergh (1929 –) (nizozemsko-kanadski)
- Adriaan Blaauw (1914 – 2010)
- Rychard J. Bouwens (1972 –)
- Dirk Brouwer (1902 – 1966)

## D
- Ewine van Dishoeck (1955 –)

## E
- Eise Eisinga (1744 – 1828)

## F
- David Fabricij  (1564 – 1617)
- Johannes Fabricij  (1587 – 1616)
- Heino Falcke (1966 –)
- Marijn Franx  (1960 –)

## G
- Tom Gehrels (1925 – 2011)
- John Goodricke (1764 – 1786)

## H
- Maarten van den Hove  (1605 – 1639)
- Hendrik Christoffel van de Hulst (1918 – 2000)

## J
- Cornelis de Jager (1921 – 2021)

## K
- Peter van de Kamp (1901 – 1995)
- Jacobus Cornelius Kapteyn (1851 – 1922)
- Mariska Kriek
- Gerard Peter Kuiper (1905 – 1973) (nizozemsko-ameriški)

## L
- Philippe van Lansberge (1561 – 1632)
- Willem Jacob Luyten  (1899 – 1994)

## M
- Adriaan van Maanen (1884 – 1946)

## O
- Jan Hendrik Oort (1900 – 1992)

## P
- Anton(ie) Pannekoek  (1873 – 1960)

## S
- Hendricus Gerardus van de Sande Bakhuyzen (1838 – 1923)
- Maarten Schmidt (1929 – 2022) (nizozemsko-ameriški)
- Willem de Sitter (1872 – 1934)
- Willebrord Snell van Royen (1580 – 1626)